# Prix Edmond Blanc
Groupe III
Le Prix Edmond Blanc est une course hippique de galop catégorisée groupe III ayant lieu annuellement sur l'hippodrome de Saint-Cloud. Se disputant sur une distance de 1600 mètres, la course est ouverte aux chevaux de quatre ans et plus.

## Histoire

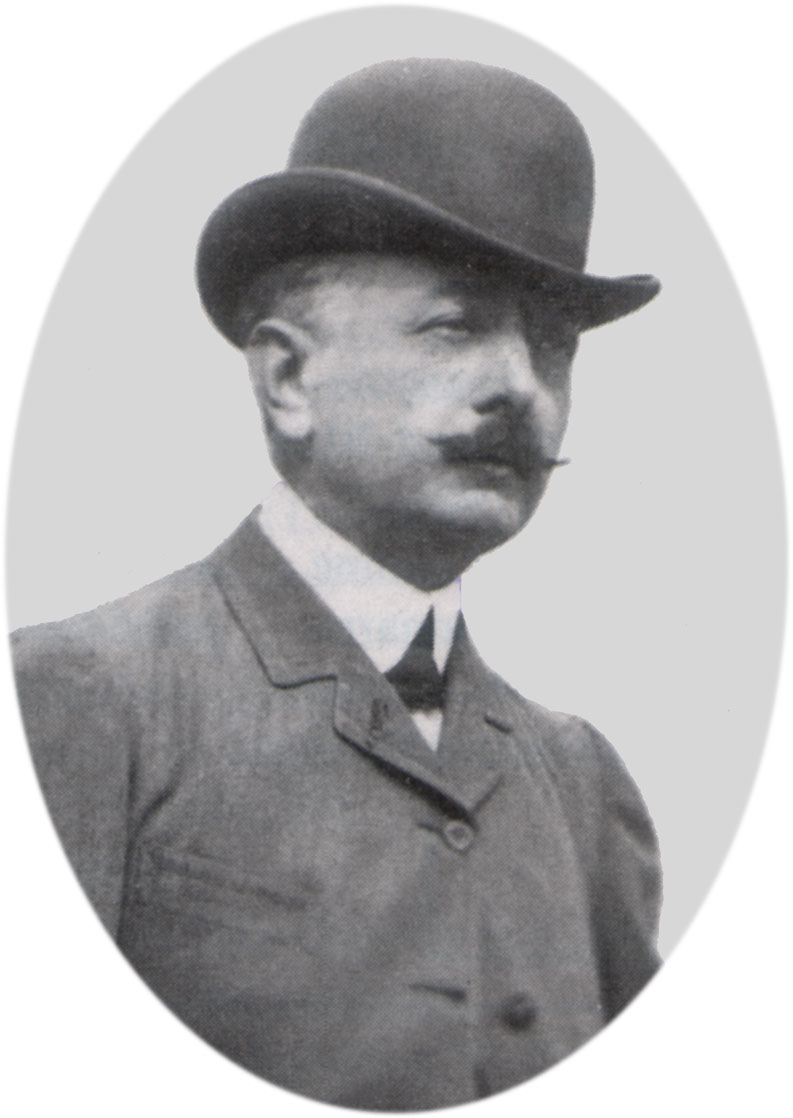
Edmond Blanc

Crée en 1921, le Prix Edmond Blanc rend hommage au fondateur de l'hippodrome de Saint-Cloud, Edmond Blanc. D'abord ouverte aux chevaux de trois ans et plus, les conditions de courses changent en 1962 et la course est restreinte aux quatre ans et plus. Courue d'abord sur 1500 mètres, la distance est augmentée de cent mètres pour atteindre le mile en 1954.

## Records
- Propriétaire : 4 victoires
  - Marcel Boussac : Zariba (1923), Goyescas (1933), Negundo (1935), Goya (1939).
  - Jean Stern : Sanguinetto (1937), Salieri (1938), Franc Luron (1959, 1960).
- Entraîneur : 4 victoires
  - André Fabre : Crystal Glitters (1984), French Stress (1989), Dansili (2000), Jimmy Two Times (2017).
  - Jean-Claude Rouget : Skin’s Game (2011), Moonwalk in Paris (2012), Silas Marner (2013), Wally (2021).
- Jockey : 6 victoires
  - Christophe Soumillon : Bedawin (2002), My Risk (2004), Skin’s Game (2011), Moonwalk in Paris (2012), Stormy Antarctic (2018), The Revenant (2022).

## Palmarès
| Année | Vainqueur                                                | Âge                                                      | Pays                                                     | Jockey                                                   | Entraîneur                                               | Propriétaire                                             | Temps                                                    |
| ----- | -------------------------------------------------------- | -------------------------------------------------------- | -------------------------------------------------------- | -------------------------------------------------------- | -------------------------------------------------------- | -------------------------------------------------------- | -------------------------------------------------------- |
| 2025  | Alcantor                                                 | 4                                                        | France                                                   | Alexis Pouchin                                           | André Fabre                                              | Édouard de Rothschild                                    | 1'41"57                                                  |
| 2024  | Tribalist                                                | 5                                                        | France                                                   | Mickaël Barzalona                                        | André Fabre                                              | Godolphin                                                | 1'56"03                                                  |
| 2023  | Tribalist                                                | 4                                                        | France                                                   | Mickaël Barzalona                                        | André Fabre                                              | Godolphin                                                | 1'42"37                                                  |
| 2022  | The Revenant                                             | 7                                                        | France                                                   | Christophe Soumillon                                     | Francis-Henri Graffard                                   | Al Asayl France                                          | 1:41.19                                                  |
| 2021  | Wally                                                    | 4                                                        | France                                                   | Cristian Demuro                                          | Jean-Claude Rouget                                       | Écurie Jean-Pierre Barjon                                | 1:40.35                                                  |
| 2020  | Course non disputée en raison de la pandémie de Covid-19 | Course non disputée en raison de la pandémie de Covid-19 | Course non disputée en raison de la pandémie de Covid-19 | Course non disputée en raison de la pandémie de Covid-19 | Course non disputée en raison de la pandémie de Covid-19 | Course non disputée en raison de la pandémie de Covid-19 | Course non disputée en raison de la pandémie de Covid-19 |
| 2019  | The Revenant                                             | 4                                                        | France                                                   | Olivier Peslier                                          | Francis-Henri Graffard                                   | Al Asayl France                                          | 1:41.73                                                  |
| 2018  | Stormy Antarctic                                         | 5                                                        | Royaume-Uni                                              | Christophe Soumillon                                     | Ed Walker                                                | P K Siu                                                  | 1:48.48                                                  |
| 2017  | Jimmy Two Times                                          | 4                                                        | France                                                   | Vincent Cheminaud                                        | André Fabre                                              | Haras de Saint Pair                                      | 1:37.78                                                  |
| 2016  | Maimara                                                  | 4                                                        | France                                                   | Gregory Benoist                                          | Mikel Delzangles                                         | Alain Louis-Dreyfus                                      | 1:46.12                                                  |
| 2015  | Kalsa                                                    | 4                                                        | France                                                   | Gregory Benoist                                          | Robert Collet                                            | James Oldham                                             | 1:47.14                                                  |
| 2014  | Sommerabend                                              | 7                                                        | Allemagne                                                | Gérald Mossé                                             | Mirek Rulec                                              | Stall Am Alten                                           | 1:42.51                                                  |
| 2013  | Silas Marner                                             | 6                                                        | France                                                   | Jean-Bernard Eyquem                                      | Jean-Claude Rouget                                       | Cuadra Montalban SRL                                     | 1:48.30                                                  |
| 2012  | Moonwalk in Paris                                        | 4                                                        | France                                                   | Christophe Soumillon                                     | Jean-Claude Rouget                                       | Ecurie J. L. Tepper                                      | 1:40.60                                                  |
| 2011  | Skins Game                                               | 5                                                        | France                                                   | Christophe Soumillon                                     | Jean-Claude Rouget                                       | Marquesa de Moratalla                                    | 1:48.10                                                  |
| 2010  | Gris de Gris                                             | 6                                                        | France                                                   | Christophe Lemaire                                       | Alain de Royer-Dupré                                     | Jean-Claude Seroul                                       | 1:50.30                                                  |
| 2009  | Gris de Gris                                             | 5                                                        | France                                                   | Gérald Mossé                                             | Alain de Royer-Dupré                                     | Jean-Claude Seroul                                       | 1:43.20                                                  |
| 2008  | König Turf                                               | 6                                                        | Allemagne                                                | Stéphane Pasquier                                        | Christian Sprengel                                       | Stall Route 66                                           | 1:52.20                                                  |
| 2007  | Racinger                                                 | 4                                                        | France                                                   | Davy Bonilla                                             | Freddy Head                                              | Pierre Goral                                             | 1:43.60                                                  |
| 2006  | Svedov                                                   | 5                                                        | France                                                   | Stéphane Pasquier                                        | Élie Lellouche                                           | Claude Cohen                                             | 1:52.00                                                  |
| 2005  | Valentino                                                | 6                                                        | France                                                   | Ioritz Mendizabal                                        | Alain de Royer-Dupré                                     | Fierro / Forien                                          | 1:48.90                                                  |
| 2004  | My Risk                                                  | 5                                                        | France                                                   | Christophe Soumillon                                     | Jean-Marie Béguigné                                      | Roland Monnier                                           | 1:43.00                                                  |
| 2003  | Salselon                                                 | 4                                                        | Italie                                                   | Alessandro Parravani                                     | Mario Ciciarelli                                         | Scuderia Briantea                                        | 1:41.80                                                  |
| 2002  | Bedawin                                                  | 6                                                        | France                                                   | Christophe Soumillon                                     | François Doumen                                          | Henri de Pracomtal                                       | 1:41.40                                                  |
| 2001  | Golani                                                   | 4                                                        | France                                                   | Davy Bonilla                                             | Élie Lellouche                                           | Claude Cohen                                             | 1:54.70                                                  |
| 2000  | Dansili                                                  | 4                                                        | France                                                   | Olivier Peslier                                          | André Fabre                                              | Khalid Abdullah                                          | 1:54.00                                                  |
| 1999  | Gold Away                                                | 4                                                        | France                                                   | Olivier Doleuze                                          | Criquette Head                                           | Wertheimer et Frère                                      | 1:46.90                                                  |
| 1998  | Marathon                                                 | 4                                                        | France                                                   | Olivier Doleuze                                          | Criquette Head                                           | Alec Head                                                | 1:43.60                                                  |
| 1997  | Simon du Desert                                          | 4                                                        | France                                                   | Christian Hanotel                                        | Robert Collet                                            | Arne Larsson                                             | 1:39.00                                                  |
| 1996  | Wavy Run                                                 | 5                                                        | France                                                   | Olivier Doleuze                                          | Carlos Laffon-Parias                                     | Jose Gonzalez                                            | 1:41.50                                                  |
| 1995  | Kaldounevees                                             | 4                                                        | France                                                   | Cash Asmussen                                            | John Hammond                                             | Écurie Chalhoub                                          | 1:41.80                                                  |
| 1994  | Flag Down                                                | 4                                                        | France                                                   | Gérald Mossé                                             | John Hammond                                             | Cheveley Park Stud                                       | 1:50.50                                                  |
| 1993  | Take Risks                                               | 4                                                        | France                                                   | Mathieu Boutin                                           | Jean Lesbordes                                           | David Tsui                                               | 1:46.30                                                  |
| 1992  | Exit to Nowhere                                          | 4                                                        | France                                                   | Freddy Head                                              | François Boutin                                          | Stavros Niarchos                                         | 1:53.20                                                  |
| 1991  | Polar Falcon                                             | 4                                                        | France                                                   | Cash Asmussen                                            | John Hammond                                             | David Thompson                                           | 1:39.32                                                  |
| 1990  | Val des Bois                                             | 4                                                        | France                                                   | Guy Guignard                                             | Criquette Head                                           | Jacques Wertheimer                                       | 1:40.40                                                  |
| 1989  | French Stress                                            | 4                                                        | France                                                   | Cash Asmussen                                            | André Fabre                                              | Paul de Moussac                                          | 1:49.10                                                  |
| 1988  | Rose or No                                               | 4                                                        | France                                                   | Gérard Dubroeucq                                         | Philippe Demercastel                                     | Ecurie Jules Ouaki                                       | 1:58.70                                                  |
| 1987  | Highest Honor                                            | 4                                                        | France                                                   | Eric Saint-Martin                                        | Pascal Bary                                              | Ecurie I. M. Fares                                       | 1:53.70                                                  |
| 1986  | Ephialtes                                                | 4                                                        | France                                                   | Alain Junk                                               | Charlie Milbank                                          | Egon Wanke                                               | 1:45.80                                                  |
| 1985  | Nikos                                                    | 4                                                        | France                                                   | Alain Badel                                              | J. C. Cunnington                                         | Contesse Batthyany                                       | 1:55.20                                                  |
| 1984  | Crystal Glitters                                         | 4                                                        | France                                                   | Alfred Gibert                                            | André Fabre                                              | Mahmoud Fustok                                           | 1:50.40                                                  |
| 1983  | Kebir                                                    | 4                                                        | France                                                   | Greville Starkey                                         | Patrick Biancone                                         | Pierre Goral                                             | 1:51.20                                                  |
| 1982  | The Wonder                                               | 4                                                        | France                                                   | Freddy Head                                              | Jacques de Chevigny                                      | Marquise de Moratalla                                    |                                                          |
| 1981  | In Fijar                                                 | 4                                                        | France                                                   | Alfred Gibert                                            | Mitri Saliba                                             | Mahmoud Fustok                                           | 1:56.10                                                  |

## Vainqueurs notables
- Dansili (2000) : Le cheval rentre à quatre ans dans le Prix Edmond Blanc avant de remporter la meilleure course de sa carrière, le Prix du Muguet.
- The Revenant (2019,2022) : Lauréat des Queen Elisabeth II Stakes en 2020, The Revenant remporte cette épreuve en 2019 avant le Badener Meile, et y fait sa rentrée victorieuse en 2022.